# André Pierre
André Pierre (* 29. Juli 1914 in Port-au-Prince; † 4. Oktober 2005, Croix-des-Missions, Port-au-Prince) war ein haitianischer naiver Maler, Voodoo-Priester und Landwirt.

## Leben und Werk
André Pierre war als Künstler Autodidakt. Seine ersten Schritte in die Malerei fanden in den Voodoo-Tempeln statt, wo er Kürbisse bemalte, die als Opfergabe für Loa dienten. Die Filmemacherin Maya Deren sah diese frühen Arbeiten und führte Pierre in den späten 1940er Jahren in das von DeWitt Peters gegründete Centre d’Art d’Haïti ein. Pierre begann, auf Leinwand und Karton zu malen.
Pierres Werke, in der Regel Ölbilder, zeichnen sich durch Detailreichtum, leuchtende Farben und klare Konturen aus. Im Mittelpunkt seiner ikonenhaften Bilder stehen häufig vermenschlichte, kostümierte Loas wie Baron Samedi und Grand Bois, versehen mit Veves, vor dem Hintergrund tropischer Wälder, an Flussufern oder mit anderen Figuren bei Feierlichkeiten.
Pierres Bilder fanden aufgrund ihrer starken Spiritualität viele Käufer in den USA. Indem er sich ein pinkfarbenes Chevi-Cabriolet zulegte, erfüllte Pierre sich einen Traum. Die meisten Erlöse durch den Verkauf seiner Bilder verteilte er an die Armen in den Slums seiner Heimatstadt.
Die haitianischen Maler André Pierre, Hector Hyppolite (1894–1948), Castera Bazile (1923–1966), Wilson Bigaud (1931–2010) und Rigaud Benoit (1911–1986) schufen Werke mit religiösen Themen (Christentum und Voodoo). Ölgemälde von Pierre wurden 2017 auf der documenta 14 ausgestellt.
Der haitianische Filmemacher Arnold Antonin drehte über ihn die halbstündige Dokumentation „Andre Pierre: celui qui peint le bon“ (2003).

## Werke (Auswahl)
- Damballah, um 1963
- Immamou, ca. 1966, Öl auf Leinwand, 91,4 × 121,9 cm
- Je suis Guinin, roi du Vaudou après Dieu celui qui veut me remplacer qu'il me le dise, 1972
- Grande Brigitte, Sirène d'eau douce, Baron Samedi, Triptychon, 1973
- Grand bois et Mambos
- Cérémonie à Damballah